# Coenzima Q10
La coenzima Q10, también conocida como ubiquinona, ubidecarenona, coenzima Q, y abreviada a veces a CoQ10, CoQ, o Q10, es una 1,4-benzoquinona, donde la Q se refiere al grupo químico quinona y el 10 se refiere al número de subunidades del producto químico isoprenilo en su cola.
Esta sustancia soluble en aceite, similar a las vitaminas, está presente en la mayoría de las células eucariotas, principalmente en la mitocondria. Es un componente de la cadena de transporte de electrones y participa en la respiración celular aeróbica, generando energía en forma de ATP. El noventa y cinco por ciento de la energía del cuerpo humano se genera de esta manera. Por lo tanto, los órganos con los requisitos más altos de energía-tales como el corazón, hígado y riñón tienen las concentraciones más altas de CoQ10. Hay tres estados redox de la CoQ10: totalmente oxidado (ubiquinona), semiquinona (ubisemiquinona), y totalmente reducida (ubiquinol). La capacidad de esta molécula para existir en una forma completamente oxidada y una forma completamente reducida permite que pueda desempeñar sus funciones en la cadena de transporte de electrones, y como antioxidante, respectivamente.

## Deficiencia y toxicidad
Hay dos factores principales que llevan a la deficiencia de CoQ10 en los seres humanos: biosíntesis reducida, y el aumento de la utilización por el cuerpo. La biosíntesis es la principal fuente de CoQ10. La biosíntesis requiere al menos 12 genes, y mutaciones en muchos de ellos causa deficiencia de CoQ. Los niveles de CoQ10 también pueden ser afectados por otros defectos genéticos (tales como mutaciones del ADN mitocondrial, ETFDH, APTX, FXN, y BRAF, genes que no están directamente relacionados con el proceso de la biosíntesis de CoQ10), mientras que el rol de las estatinas es controvertido. Algunas condiciones de enfermedades crónicas (cáncer, enfermedades del corazón, etc.) también se cree que reducen la biosíntesis y aumentan la demanda de CoQ10 en el cuerpo, pero no existen hasta ahora datos concretos que apoyen estas afirmaciones.
La toxicidad no se observa generalmente con altas dosis de CoQ10. Se ha determinado que una dosis diaria de hasta 3600 mg se tolera tanto por personas sanas como también enfermas. Sin embargo, algunos efectos adversos, principalmente gastrointestinales, se reportan con el consumo elevado. El método de evaluación del riesgo "nivel seguro observado" (NSO) indicó que la evidencia de seguridad es fuerte en la ingesta de hasta 1.200 mg/día, y este nivel se identifica como el NSO.

### Evaluación clínica
Aunque la CoQ10 puede medirse en el plasma, estas mediciones reflejan la ingesta alimentaria en lugar del estado del tejido. Actualmente, la mayoría de los centros clínicos miden los niveles de CoQ10 en fibroblastos cultivados de piel, biopsias musculares y células mononucleares de sangre. Los cultivos de fibroblastos también pueden ser utilizados para evaluar la tasa de biosíntesis de la CoQ10 endógena, mediante la medición de la absorción de p-hidroxibenzoato marcado con 14C.

### Inhibición por estatinas y bloqueadores beta
La CoQ10 comparte una ruta biosintética con el colesterol. La síntesis de un precursor intermediario de la CoQ10, el mevalonato, es inhibida por algunos beta-bloqueadores, medicamentos para disminuir la presión arterial, y las estatinas, una clase de medicamentos para reducir el colesterol. Las estatinas pueden reducir los niveles séricos de CoQ10 hasta en un 40%. Algunas investigaciones sugieren la opción lógica de la suplementación con CoQ10 como un complemento de rutina para cualquier tratamiento que podría reducir la producción endógena de CoQ10, basado en un equilibrio de probable beneficio contra un riesgo muy pequeño.

## Suplementación
La coenzima Q10 no está aprobada por FDA para el tratamiento de ninguna enfermedad. Se vende como un suplemento dietético. En los EE. UU., los suplementos no están regulados como medicamentos sino como alimentos. Cómo se fabrica la CoQ10 no está regulada y diferentes lotes y marcas podrían variar significativamente.
Un análisis de laboratorio del 2004 por ConsumerLab.com encontró que no todos los suplementos de CoQ10 en el mercado contenían la cantidad identificada en la etiqueta del producto. Las cantidades variaban desde "CoQ10 no detectable" hasta un exceso del 75%. Tod Cooperman presidente de ConsumerLab.com declaró: "Cuando un paciente puede pasar de dosis cero a 175% de la dosis con sólo cambiar de marca, existe la posibilidad de un problema real ..."
La coenzima Q10 es generalmente bien tolerada. Los efectos secundarios más comunes son síntomas gastrointestinales (náuseas, vómitos, supresión del apetito y dolor de estómago), erupción cutánea y dolor de cabeza.

### Enfermedad del corazón
Un metaanálisis de la Colaboración Cochrane en 2004 encontró "ninguna evidencia convincente para apoyar o refutar" el uso de CoQ10 para el tratamiento de fallo cardíaco. Pruebas con respecto a la prevención de enfermedades cardíacas en sujetos saludables también son pobres.
Una revisión Cochrane concluyó que los estudios que buscaban efectos de la coenzima Q10 en la presión arterial no eran fiables, y por lo tanto no fue posible elaborar conclusiones sobre su eficacia en la reducción de la presión arterial.
Otros estudios de metaanálisis han concluido que si puede tener un efecto positivo sobre la salud del corazón, existe una correlación, pero hace falta más estudios.

### Enfermedad de Huntington
La evidencia disponible sugiere que "La coenzima Q10 es probablemente ineficaz para mejorar moderadamente" la corea de la enfermedad de Huntington.

### Infertilidad masculina
Mientras que la CoQ10 puede mejorar algunas medidas relativas a la calidad del esperma, no hay pruebas de que la CoQ10 aumente las tasas de nacidos o embarazo.

### Migrañas
Se ha encontrado que la suplementación con CoQ10 tiene un efecto beneficioso sobre la condición de algunos pacientes con migrañas. Esto se basa en la teoría de que las migrañas son un trastorno mitocondrial, y que la disfunción mitocondrial puede ser mejorada con la coenzima QQ10 La guía de la Sociedad Canadiense de Cefalea para la profilaxis de la migraña recomienda, sobre la base de pruebas de baja calidad, que 300 mg de CoQ10 podría servir como una opción para la profilaxis de la migraña.

### Miopatía por estatinas
La CoQ10 se ha usado rutinariamente para tratar la degradación muscular asociada como un efecto secundario del uso de estatinas. Sin embargo, hay poca evidencia rigurosa de ensayos clínicos que apoyen su uso para este propósito.

### Cáncer
No se han realizado grandes ensayos clínicos bien diseñados de CoQ10 en el tratamiento del cáncer. El National Cancer Institute identificó problemas en los pocos estudios pequeños que se han hecho afirmando que "la forma en que se realizan los estudios y la cantidad de información reportada no dejaron claro si los beneficios fueron causados por la CoQ10 o por otra cosa". La Sociedad Americana del Cáncer concluyó que "la CoQ10 podría reducir la eficacia de la quimioterapia y radioterapia, por lo que la mayoría de los oncólogos recomendaría evitarla durante el tratamiento del cáncer."

### Enfermedad dental
Un estudio de revisión ha demostrado que no hay ningún beneficio clínico para el uso de la CoQ10 en el tratamiento de la enfermedad periodontal. La mayoría de los estudios que sugieren lo contrario están obsoletas, centradas en pruebas in vitro, tenían muy pocos sujetos de prueba y/o metodología estadística errónea y configuración de prueba, o fueron patrocinados por un fabricante del producto.

### Enfermedad de Parkinson
Una revisión de 2011 por la Colaboración Cochrane sugiriendo que la suplementación con coenzima QQ10 podría beneficiar a las personas con la enfermedad de Parkinson, fue retirada de la publicación después de una revisión por parte de editores independientes.

## Biosíntesis
La biosíntesis ocurre en la mayoría de los tejidos humanos. Hay tres pasos principales:
- Creación de la estructura de la benzoquinona (usando fenilalanina o tirosina, vía 4-hidroxibenzoato)
- Creación de la cadena lateral de isopreno (utilizando acetil-CoA)
- La unión o condensación de las dos estructuras anteriores.

Las dos reacciones iniciales ocurren en las mitocondrias, el retículo endoplásmico y los peroxisomas, lo que indica múltiples sitios de síntesis en las células animales.
Una enzima importante en esta vía es la HMG-CoA reductasa, generalmente un objetivo de intervención en las complicaciones cardiovasculares. La familia estatina de medicamentos para reducir el colesterol inhibe la HMG-CoA reductasa. Un posible efecto secundario de las estatinas es la disminución de la producción de CoQ10, que puede estar relacionada con el desarrollo de miopatía y rabdomiólisis. Sin embargo, el papel que juegan las estatinas en la deficiencia de CoQ es polémico. Aunque estos fármacos reducen los niveles sanguíneos de CoQ, aún no se han realizado estudios sobre los efectos de los niveles musculares de CoQ. La suplementación con CoQ tampoco reduce los efectos secundarios de las estatinas.
Los genes involucrados incluyen PDSS1, PDSS2, COQ2 y ADCK3 (COQ8, CABC1).